# سحابی حباب
سحابی حباب (انگلیسی: NGC 7635) سحابی پخشیده کم‌نوری در صورت فلکی ذات‌الکرسی است.
این سحابی در فاصله ۱۱۰۰۰ سال نوری در محدوده صورت فلکی ذات الکرسی قرار داشته وبا نام NGC 7635 نیز شناخته می‌شود و به کمک تلسکوپ کوچک در شرایط نور مناسب قابل مشاهده است.
محققان در ۲۶ سالگی تلسکوپ هابل این سحابی را تصویربرداری کردند که یک جسم بسیار بزرگ بوده و هفت سال نوری گستردگی دارد. این میزان، ۵۰ درصد بیشتر از فضای بین خورشید و ستارهٔ همسایه آن یعنی آلفا قنطورس است. این سحابی در فاصله حدود ۷۱۰۰ سال نوری از سامانهٔ خورشیدی ما واقع شده‌است.